# Wout Brama
Wout Brama (født 21. august 1986 i Almelo, Holland) er en hollandsk fodboldspiller, der spiller som midtbanespiller hos Central Coast Mariners i Australien. Han har tidligere spillet for blandt andet FC Twente i sit hjemland. 
Han var i 2010 med til at sikre Twente det hollandske mesterskab.

## Landshold
Brama står (pr. april 2018) noteret for tre kampe for Hollands landshold, som han debuterede for den 18. november 2009 i en venskabskamp mod Paraguay.

## Titler
Æresdivisionen
- 2010 med FC Twente